# Antoigné

Antoigné este o comună în departamentul Maine-et-Loire, Franța. În 2009 avea o populație de 482 de locuitori.